# Stefan Tengblad
Stefan Tengblad, född den 8 september 1966 i Göteborg, är en svensk företagsekonom. Han är professor i Human Resource Management vid Göteborgs universitet och har tidigare varit professor i företagsekonomi vid Högskolan i Skövde. Tengblad disputerade 1997 med doktorsavhandlingen Chefsförsörjning – Mötet mellan motstridiga ideal vid Handelshögskolan vid Göteborgs universitet och han blev docent vid samma lärosäte 2002. Under perioden 1992 till 2008 var han verksam vid Gothenburg Research Institute, varav de fyra sista åren som forskningsledare. Tengblads forskning har huvudsakligen handlat om de anställdas roller i företag och organisationer (medarbetarskap) och om chefers arbete. Under 2012 utkom han med boken "The Work of Managers" där han är redaktör och författare till flera kapitel. Ett senare forskningsintresse rör organisatorisk resiliens: Vad är det som gör organisationer uthålligt livskraftiga.
.